# Juan Jesús Donaire Benito
Juan Jesús Donaire Benito   (Espanya) és un matemàtic català, i actualment degà de la Facultat de Ciències de la Universitat Autònoma de Barcelona (UAB) des de 2022.

## Biografia
Donaire va estudiar Matemàtiques a la UAB on també es va doctorar el 1995. Ha realitzat estades a la Universitat de Berlín, a l'Institut Tecnològic de Califòrnia, a la Universitat de Montreal i a la Universitat Autònoma de Madrid. La seva recerca s'ha centrat en el comportament asimptòtic de funcions analítiques de variable complexa, en teoria geomètrica de funcions i en l'aplicació de processos estocàstics en la teoria de funcions harmòniques en espais euclidians.
Donaire és professor de l'Àrea d'Anàlisi Matemàtica. Donaire es va oposar al 3+2. Com a degà, ha criticat el baix nivell dels universitaris en matemàtiques. Es va reunir amb GalUAB, equip de l'Autònoma a la Lliga Matemàtica, amb el rector de la UAB, Francisco Javier Lafuente Sancho.